# Vladimir Kramnik
Vladimir Borisovič Kramnik (rusky Владимир Борисович Крамник; * 25. června 1975) je ruský šachový velmistr a bývalý mistr světa.
K červnu 2014 měl 2783 FIDE ELO, což ho řadilo na 6. místo světového žebříčku. V srpnu 2015 jeho FIDE ELO bylo 2777 a propadl se na 8. místo světového žebříčku. V květnu 2016 měl 2813 FIDE ELO, jeho hra se hodně zlepšila a stal se světovou dvojkou.

## Začátky
Kramnik pochází z umělecké rodiny – jeho otec byl herec a matka učitelka hudby. Šachy se naučil od svého otce ve čtyřech letech. Kramnik byl fascinovaný hrou a první šachové zkušenosti sbíral v Domě pionýrů v Tuapse. V jedenácti letech se stal kandidátem mistra. Nadějného hráče si povšimla Botvinnikova škola a její vedoucí Michail Botvinnik. Jen nejtalentovanější hráči SSSR se mohli učit v této prestižní šachové škole a Kramnik byl mezi nimi. Dělal velké pokroky. Slavní hráči, kterými byl nejvíce ovlivněný, byli José Raúl Capablanca, Alexandr Aljechin, Robert J. Fischer, Anatolij Karpov a Garri Kasparov. Kasparov přednášel ve škole příležitostně. Kramnik si povšiml, že Karpov i Kasparov se od ostatních mistrů světa odlišují a že jsou vítězové. Dospěl k názoru, že je třeba studovat širokou škálu pozic pro to, aby byl lepším hráčem.
Kramnik měl úspěchy už jako mladý, vyhrál mistrovství světa do 18 let. První jeho velká šachová událost se uskutečnila v roce 1992 a ten, kdo mu dal příležitost, byl sám Kasparov. Po pádu SSSR chtělo mít Rusko tým, který by uspěl na Olympiádě v Manile. Kasparov tým vedl a šokoval ruskou šachovou veřejnost tím, že požadoval, aby byl do týmu zařazen šestnáctiletý Vladimir Kramnik. Danou zemi na olympiádě reprezentují čtyři hráči a tehdy Kramnik dokonce ještě neměl velmistrovský titul, zatímco v Rusku byla spousta velmistrů. Nicméně váha Kasparovova požadavku byla veliká a Kramnik byl zařazen do týmu. Kramnik plně ospravedlnil svoji nominaci a uhrál vynikající výsledek 8,5 bodu z 9 partií a přispěl tak k vítězství Ruska na olympiádě. Vyhrál také zlatou medaili za nejlepší individuální výsledek, což bylo odměnou k jeho 17. narozeninám.
V letech 1992–2000 se Vladimír Kramnik již pohyboval ve světové špičce a dosáhl vítězství i druhých míst na řadě silných turnajích. Mnoho šachových odborníků včetně Kasparova ho považovalo za budoucího šampióna.

## Zápasy o mistra světa
Roku 1994 se zúčastnil v New Yorku boje o Mistra světa PCA, prohrál ale s Gatou Kamským 1,5–4,5.
Ještě v roce 1994 se účastnil i boje o Mistra světa FIDE, zvítězil ve čtvrtfinále ve Wijk aan Zee v Nizozemsku nad Leonidem Judasinem 4,5–2,5. V semifinále v Sanghi Nagar v Indii ale prohrál 3,5–4,5 s Borisem Gelfandem.
V roce 1998 sehrál v Cazorle ve Španělsku zápas s Alexejem Širovem o právo vyzvat mistra světa PCA Garriho Kasparova. Se Širovem prohrál 3,5–5,5. Zápas Širov–Kasparov se ale nakonec neuskutečnil.
Roku 1999 se účastnil vyřazovacího turnaje o Mistra světa FIDE v Las Vegas. Porazil Sergeje Tivjakova 1,5–0,5, Viktora Korčného 1,5–0,5 a Veselina Topalova 3–1. Ve čtvrtfinále byl ale vyřazen Michaelem Adamsem 2–4.

## Mistr světa PCA
Podařilo se dojednat zápas mezi ním jako vyzyvatelem a Garri Kasparovem jako obhájcem o titul Mistra světa PCA. Hrálo se v Londýně od 8. října do 4. listopadu 2000. Zápas se konal na 16 partií a za stavu 8:8 by Kasparov obhájil. Cenový fond činil 2 miliony dolarů, vítěz měl získat 2/3, poražený 1/3. Ačkoli v tomto zápase nebyl Kramnik favoritem, dosáhl velkého úspěchu. V zápase zvítězil ve druhé a v desáté partii a žádnou neprohrál. Těžil z výborné přípravy na zápas, kdy volil zahájení, ve kterých se Kasparovovi nedařilo prolomit jeho obranu. Celkovým výsledkem 8,5–6,5 (+2–0=14) se Vladimir Kramnik po 15 letech zápasové neporazitelnosti Garriho Kasparova stal jeho přemožitelem a Mistrem světa PCA.

## Obhajoba mistra světa PCA
Vyzyvatelem se stal Péter Lékó, který zvítězil v turnaji kandidátů PCA. Byl v té době také jediným hráčem, se kterým měl Kramnik negativní vzájemnou bilanci. Zápas se konal roku 2004 v Brissagu ve Švýcarsku. Hrálo se na 14 partií, kdy nerozhodný stav stačil k obhajobě. Kramnik zvítězil ve druhé partii, prohrál ale pátou a osmou. Aby obhájil titul, musel zvítězit v poslední partii. To se mu podařilo a po těžkém boji tak titul obhájil s výsledkem 7–7 (+2-2=10).

## Mistr světa sjednocený s FIDE

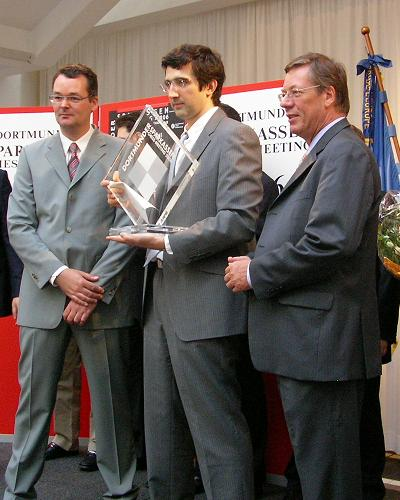
Vladimir Kramnik, Dortmund 2006

Mistrovství světa se konalo 23. září – 13. října 2006 v Elistě a šlo o zápas sjednocovací mezi FIDE a PCA. Kramnikovým soupeřem byl Veselin Topalov, mistr světa FIDE z roku 2005. Oba hráči bez ohledu na výsledek měli přislíbeno půl milionu dolarů. Hrálo se na 12 partií. V případě nerozhodného výsledku měly následovat 4 partie v rapid šachu a v případě trvání nerozhodného stavu 2 až 3 partie bleskové. Úvod zápasu vyšel Kramnikovi výborně a zvítězil v prvních 2 partiích. Zápas probíhal v dusné atmosféře, před pátou partií podal Topalovův sekundant S. Danajlov protest a obvinil Kramnika z využívání počítače či jiného podvodu na toaletě, které měli hráči oddělené. Obvinění se neprokázalo, ale smírčí komise rozhodla, že oba budou navštěvovat společnou toaletu a Kramnikova byla dočasně uzavřena. S tím Kramnik nesouhlasil, protože samostatné toalety byly v podmínkách zápasu, a na protest nenastoupil k páté partii a prohrál ji kontumačně. I přes tyto spory se podařilo v duelu pokračovat. Zápas zaznamenal obrat, když Topalov vyrovnal vítězstvím v osmé partii a zvítězil i deváté, čímž se ujal vedení. V desáté partii se ale podařilo Kramnikovi vyrovnat. Zbylé dvě partie skončily nerozhodně a následovalo prodloužení, 4 partie v rapid šachu. První partie prodloužení skončila remízou, ve druhé zvítězil Kramnik, ve třetí se podařilo Topalovovi vyrovnat. Ve čtvrté Kramnik dosáhl opět vítězství a stal se tak vítězem zápasu 8,5–7,5 (+2-2=8; +2-1=1) a Mistrem světa v šachu.

## Další zápasy o mistra světa
Mezi 12. – 30. zářím 2007 se Vladimir Kramnik účastnil v Mexico City turnaje o Mistra světa 2007. V turnaji hrálo 8 špičkových velmistrů, každý s každým oběma barvami, celkem 14 partií. Skončil na 2. místě s 8 body a ztratil tak titul, který získal vítěz turnaje Višvánáthán Ánand.
Měl právo odvety pro souboj o mistra světa 2008 mezi ním jako vyzyvatelem a držitelem titulu Anandem. Hrálo se od 11. do 30. října 2008 v Bonnu. Cenový fond zápasu činil 1,5 milionu eur. V tomto zápase se Kramnikovi ale nedařilo a prohrál 4,5–6,5 (+1-3=7).

## Superturnaje
Vladimir Kramnik je od roku 1993 pravidelně zván na superturnaje. V tabulce je přehled jeho umístění.
| Superturnaj/rok | 2008 | 2007 | 2006 | 2005 | 2004 | 2003 | 2002 | 2001 | 2000 | 1999 | 1998 | 1997 | 1996 | 1995 | 1994 | 1993 |
| Linares         | x    | x    | x    | x    | 1    | 2    | x    | x    | 2    | 2    | 4    | 2    | x    | x    | 6    | 5    |
| Wijk aan Zee    | 7–8  | 4    | x    | 4–7  | 6–8  | 4–8  | x    | 3–4  | 2–4  | 3    | 2    | x    | x    | x    | x    | x    |
| Dortmund        | 7    | 1    | 1    | 6    | 2    | 2–3  | x    | 1    | 1    | 2    | 1–3  | 1    | 1–2  | 1    | x    | x    |

## Zápasy s počítači
2002 Bahrajn – zápas s Deep Fritz 8 na 8 partií. I přes dobrý Kramnikův start zápas skončil nakonec nerozhodně 4:4.
2006 Bonn – zápas s Deep Fritz 10, v případě vítězství získával Kramnik milion eur, v případě prohry poloviční částku. Po remíze v první partii se ve druhé partii dopustil Kramnik v remízové pozici fatální chyby – přehlédnutí matu a tak zbytečně prohrál. Pak následovaly 3 remízy a v poslední partii, ve které musel vyhrát, více riskoval a počítač zvítězil. Celkový výsledek 2:4 (+0-2=4).

## Styl hry
Je považován za pozičního hráče, nad kterým je v zápase velice obtížné zvítězit.

## Různé
Šachy považuje více za umění než sport.
30. prosince 2006 se oženil v Paříži s Marie-Laure Germon, francouzskou novinářkou pracující pro list Le Figaro.
15. října 2016 zvýšil svoje rekordní ELO na úctyhodných 2817.

## Výpis největších úspěchů
- 1990 1. Ruský šampionát, Kujbyšev
- 1991 1. Mistrovství svět do 18let, Guarapuav
- 1992 1. Chalkidiki 7.5/11
- 1993 2. Bělehrad 6/9
- 1993 2. Mezinárodní turnaj Biel 8.5/13
- 1994 Overall result PCA Intel Grand Prix'94 I
- 1995 1. Dortmund 7/9
- 1995 1.–2. Horgen 7/10
- 1995 1.–2. Bělehrad 8/11
- 1996 1. Monaco 16/22
- 1996 1.–2. Dos Hermanas 6/9
- 1996 1.–2. Dortmund 7/9
- 1997 1.–2. Dos Hermanas 6/9
- 1997 1. Dortmund 6.5/9
- 1997 1.–3. Tilburg 8/11
- 1998 1.–2.Wijk aan Zee 8.5/13
- 1998 1.–3. Dortmund 6/9
- 1998 1. Monaco (po slepu a rapid) 15/22
- 1999 1.Monaco (po slepu a rapid) 14.5/22
- 2000 1.–2. Linares 6/10
- 2000 1.–2. Dortmund 6/9
- 2000 zisk titulu Mistr světa (PCA) – vítězství nad Kasparovem 8.5:6.5
- 2001 vítězný zápas v rapidu s Lékem 7:5
- 2001 zápas Botvinnik memorial s Kasparovem 2:2
- 2001 zápas Botvinnik memorial s Kasparovem (rapid) 3:3
- 2001 1.–2. Monaco (po slepu a rapid) 15/22
- 2001 zápas v rapidu s Anandem 5:5
- 2001 1.–2. Dortmund 6.5/10
- 2002 zápas s Anandem v Leonu Vylepšených šachů s použitím počítačů 3,5:2,5
- 2003 1.–2.Linares 7/12
- 2003 2.–3. Dortmund 5.5/10
- 2003 2. Mistrovství světa v rapid šachu 8.5/13
- 2004 simutánní zápas s národním týmem Německa 2,5:1,5
- 2004 1. Linares 7/12
- 2004 1.–2. Monaco 14.5/22
- 2006 Zlatá medaile na olympiádě v Turíně v nejlepším výkonem ela (2847) 7/10
- 2006 1. Dortmund 4.5/7
- 2006 Mistr světa – vítězství ve sjednocovacím zápase s Topalovem 6:6( 2,5:1,5 v prodloužení)
- 2007 4. Wijk aan Zee 8/13
- 2007 1. Monaco (poslepu a rapid) 15.5/22
- 2007 1. Dortmund 5/7
- 2007 1. Talův Memoriál 6.5/9